# Eelco Blok
Eelco Blok (Vlissingen, 3 augustus 1957) is een Nederlands bedrijfskundige, bestuurder en topfunctionaris. Van 2011 tot april 2018 was hij bestuursvoorzitter van KPN, hij is opgevolgd door Maximo Ibarra.

## Leven en werk
Blok werd in 1957 in Vlissingen geboren. Hij studeerde bedrijfskunde aan zowel de Technische Universiteit Delft en aan de Erasmus Universiteit Rotterdam (doctoraal). Ook studeerde hij bedrijfseconomie aan de laatstgenoemde universiteit; deze studie voltooide hij echter niet (kandidaats).
Hij begon zijn carrière in 1983 bij KPN in een financiële rol. In 1994 stapte hij uit het financiële werkveld en werd manager marketing & sales carrier services. Hij was voor een korte periode (sept. 1999 - mei 2001) lid van de Raad van Commissarissen van KPNQwest, wat in 2002 failliet is gegaan. Door de curatoren van KPNQwest is hij in 2010 (samen met KPN, Qwest en 11 andere personen) aangeklaagd wegens ernstig verwijtbaar bestuurlijk taakverzuim en gebrekkig toezicht op het beleid.
Aan het begin van deze eeuw was hij hoofd van het vaste net (Operator Vaste Net). Daarbij had hij 8.000 medewerkers onder zich. Blok was in 2004 kortstondig lid van de Raad van Bestuur van KPN, maar moest terugtreden omdat onder zijn leiding illegale kortingen waren verstrekt aan zakelijke klanten. Na een onderbreking van ruim een jaar was Blok manager in diverse onderdelen van het bedrijf. Hij was achtereenvolgens verantwoordelijk voor: (1) Divisie Fixed (vaste netwerk), (2) Zakelijke markt, Wholesale & Operations, Getronics en iBasis, (3) Mobile International en iBasis.
Hij keerde in 2006 weer terug in de Raad van Bestuur. Vijf jaar later volgde hij op 6 april 2011 Ad Scheepbouwer op als bestuursvoorzitter van KPN. Daarnaast vervulde hij diverse nevenfuncties. Zo was hij co-voorzitter van de Nationale Cyber Security Raad en voorzitter van de Raad van Commissarissen van E-Plus.
Op 20 oktober 2017 maakte Blok bekend zijn termijn als bestuursvoorzitter van KPN niet te verlengen. Hij werd per 18 april 2018 opgevolgd door Maximo Ibarra, die op zijn  beurt werd opgevolgd door Joost Farwerck. 
Op 13 september 2023 werd hij voor een termijn van vier jaar benoemd tot lid van de raad van commissarissen van voetbalclub Feyenoord.